# قلمرو گوجو
قلمرو گوجو (به ژاپنی: 郡上藩, Gujō -han)، یک هان (ژاپن) دایمیوهای فودای در دوره ادو بود.